# I. Ferdinánd nápolyi király
I. Ferdinánd (olaszul: Ferdinando I, ismert még olasz névváltozatán mint Ferrante; Valencia, Aragóniai Királyság, 1423. július 22. – Nápoly, Nápolyi Királyság, 1494. január 25.), Nápoly királya 1458 júniusától 1494 januárjában bekövetkezett haláláig. Több mint harmincöt éves uralkodásával a Trastámara-ház leghosszabb ideig regnáló monarchája volt a Nápolyi Királyságban.
V. Alfonz aragóniai király (I. Alfonz néven nápolyi király) egyetlen, ám törvénytelen fia volt. Apja 1440-ben törvényesítette, majd 1443-ban megkapta a trónörökösöknek járó Calabria hercege címet. A király 1458-ban bekövetkezett halálát követően örökölte a nápolyi trónt, koronázására 1459. február 4-én került sor II. Piusz pápa által. Alfonz halálával egyből megkezdődtek a trónviszályok, ugyanis a korábban elűzött Anjou René megpróbálta visszaszerezni a trónt, ám Ferdinánd sikeresen megakadályozta ebbéli terveiben.
Uralkodása alatt Nápoly rendszeres támadásoknak volt kitéve az Oszmán Birodalom, a Francia Királyság, a Velencei Köztársaság és a pápai állam részéről egyaránt, így általánosságban elmondható, hogy Ferdinánd szinte egész regnálását háborús konfliktusok kötötték le. Ennek ellenére diplomáciai úton széles szövetségi rendszert hozott létre, amelyben leányai kiházasításai is szerepet kaptak (így lett második leánya, Beatrix, I. Mátyás magyar király hitvese), emellett a reneszánsz művészetek pártfogója is volt. A félsziget politikájára gyakorolt befolyása okán az „Itália bírája” melléknévvel illették.

## Élete
V. Alfonz aragón és nápolyi királynak Giraldona Carlino úrnővel folytatott házasságon kívüli viszonyából származó fia. Sok bizonytalanság van a születése körül, de Vajay Szabolcs kutatásai megerősítik, hogy Ferdinándnak volt egy idősebb féltestvére, (Idősebb) Ferdinánd, aki Aragóniai Margittól, Híjar (katalánul: Híxar) bárónőjétől született, de mind a kisfiút, mind pedig az édesanyját a féltékeny, gyermektelen aragón királyné, Kasztíliai Mária vízbe fojtatta. V. Alfonz másodszülött fia született Giraldina Carlinótól. A tévedést az okozta, hogy mindkét gyermeket, Ferdinándnak hívták. Ferdinánd király származása már életében nagyon sok pletyka forrása volt, és egyesek szerint egészen a királyi családig értek a szálak, mégpedig az aragón királyné húgát, Kasztíliai Katalin villenai hercegnőt, III. Henrik kasztíliai király kisebbik lányát nevezték meg a gyermek anyjának, de ez az újabb kutatások fényében nem állja meg a helyét. Kasztíliai Katalin, aki V. Alfonz aragón király kisebb öccsének, Aragóniai Henrik villenai hercegnek volt az első felesége, és ugyanúgy V. Alfonz elsőfokú unokatestére volt, mint a felesége, Mária királyné, egy gyermeket biztosan világra hozott, amely szülés az ő és gyermeke életébe került 1439-ben, de ismereteink szerint ez volt az egyetlen szülése.
V. Alfonz a másodszülött fiára már sokkal jobban vigyázott, és Giraldona Carlinótól még két lánya született, és a feleségétől távol neveltette őket. Törvényes fiúörökös hiányában, mikor 1442-ben I. Renátusz nápolyi királytól elhódította a Nápolyi Királyságot, természetes fiát szerette volna az örököséül jelöltetni az újonnan szerzett országában, hiszen örökölt királyságaiban a száli törvény értelmében csak törvényes házasságból született fiúk örökölhettek, így ott az idősebb öccse, II. János navarrai király volt a törvényes örököse.
1440. február 17-én már törvényesíttette az apja Ferdinándot a pápával, és 1443. február 23-án a Nápolyi Királyság parlamentje trónörökösnek ismerte el, és megkapta a trónörökösnek kijáró Calabria hercege címet. II. Piusz pápa V. Alfonz halála után mint hűbérura beiktatta a nápolyi királyi címébe 1458. július 25-én közvetítője útján, majd 1458. november 10-én személyesen is. 1459. február 4-én koronázták királlyá Barletta városában. Uralkodói címeiben hagyományosan az Anjou-házi királyoktól örökölt Magyarország királya titulus is szerepelt.
I. Renátusz nápolyi király nem adta fel nápolyi terveit, és V. Alfonz halála utáni bizonytalanságot kihasználva megpróbálta visszaszerezni a trónját, de Ferdinánd visszavert minden támadást, és megerősítette az uralmát.
Ferdinándot még apja 1445. május 28-án vagy 30-án összeházasította Chiaromontei Izabellával, aki I. László nápolyi király özvegyének, Enghieni Mária nápolyi királynénak volt az unokája az első házasságából született lánya révén, és a nagymama még megérte a házasságkötést, amely V. Alfonz gesztusa volt a sógornője, II. Johanna nápolyi királynő uralma idején az udvartól száműzött királyné és a hagyományos nápolyi nemesség felé. Ebből a házasságból született többek között Aragóniai Beatrix magyar királyné, aki a magyar királlyal kötött szövetségkötés következtében I. Mátyás második felesége lett 1476-ban.
Ugyanebben az évben vette feleségül az özvegy nápolyi király a nagybátyja, II. János aragóniai király kisebbik lányát, II. Ferdinánd aragóniai király édestestvérét, Aragóniai Johannát, 1476. október 5-én. Ebből a házasságból további két gyermeke született.
1480-ban országa komoly válsággal nézett szembe, amiből csak Magyarország segítségével sikerült kilábalnia. Ebben az évben egy török expedíciós hadtest elfoglalta a stratégiai fontosságú Otrantót, s a várost és a várat megerősítve igen valószínűnek tűnt, hogy tudatos előkészületei folynak egy dél-itáliai török inváziónak. Emiatt IV. Szixtusz pápa Rómában pánikba esett, hogy a katolikus egyház központját elérheti az Oszmán Birodalom, amely Konstantinápoly 1453-as bevétele után magát tekintette a Római Birodalom örökösének, miként tették ezt a bizánci császárok is. Annál is inkább jogos volt a félelem, mert Ferdinánd seregei nem voltak képesek Otranto visszafoglalására, ezért Ferdinánd Mátyás királyhoz fordult segítségért. Magyar Balázs és Kinizsi Pál vezetésével egy válogatott, kb. 2100 fős expedíció indult el Nápolyba. Az egész hadjárat költsége 50 000 arany volt, de ezt sosem térítették meg Mátyás királynak. A magyar sereg a nápolyi és aragón erőktől támogatva 1481-ben támadást indított Otranto visszafoglalására. A törökök keményen védték a hídfőállásukat, emiatt súlyosak voltak a magyarok és szövetségesek veszteségei is. S bár a magyarok kétharmada elesett, ennek ellenére sikerült visszafoglalni Otrantót, és a törökök visszavonultak a balkáni partokra.

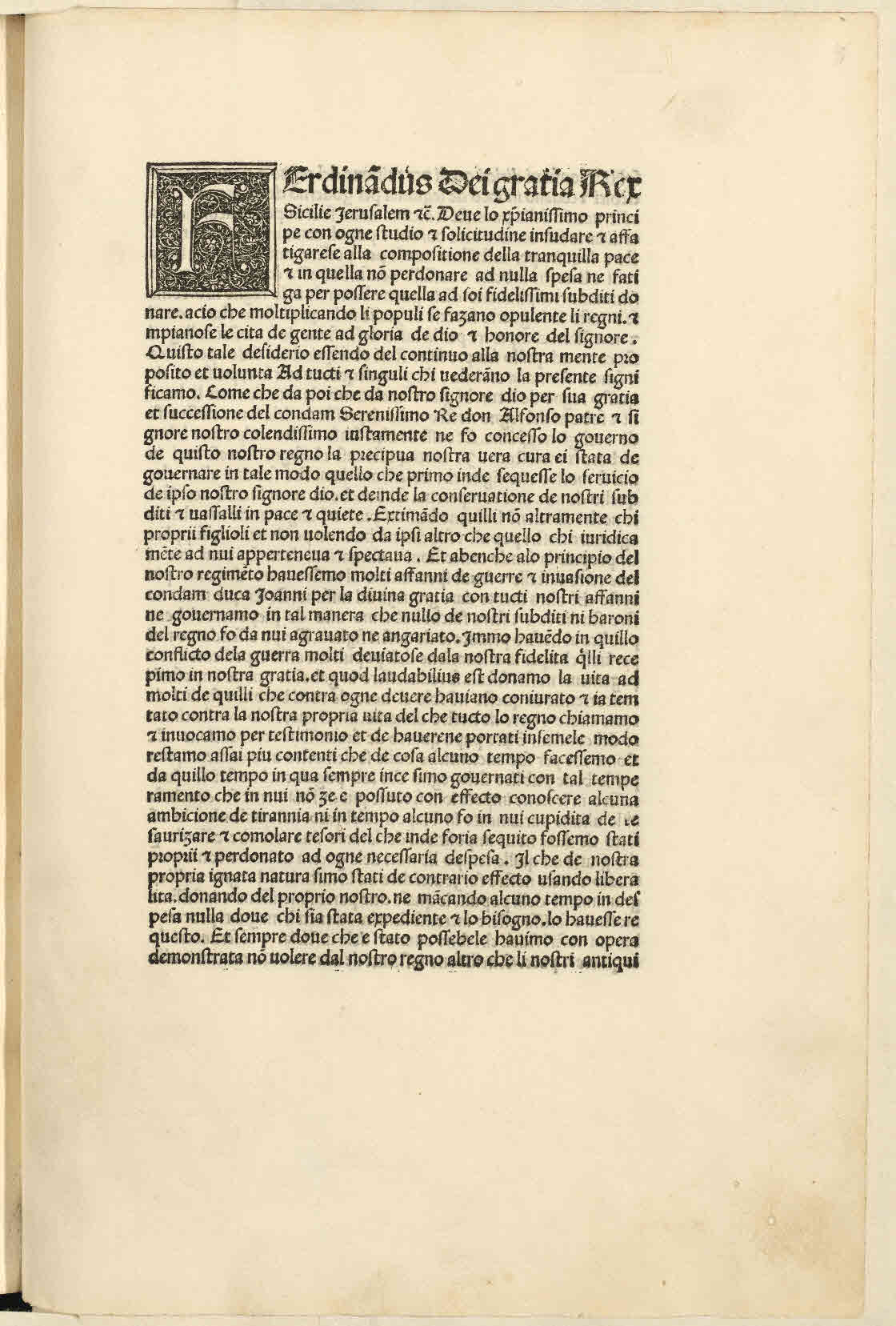
Esortazione di insorgere contro i baroni ribelli, 1486

Mátyás halála után Ferdinánd támogatta lányának újabb házasságát az új királlyal, II. Ulászlóval, és amikor az válni akart Beatrixtól, bevetett mindent annak érdekében, hogy ne bontsák fel Beatrix házasságát. Amíg a nápolyi király élt, addig Beatrix pozíciói Ulászló makacssága ellenére biztosítva voltak, és már-már teljesen Beatrix javára fordult a kocka, mikor Ferdinánd király 1494. január 25-én meghalt. És bár a válási procedúra még jó pár évig elhúzódott, az egykori nápolyi királylány már csak utóvédharcokat tudott folytatni sorsa ellen, és végül alulmaradt, hiszen Ferdinánd politikusi ravaszságát egy utódja sem tudta felülmúlni.

## Gyermekei
- 1. feleségétől, Chiaromontei Izabella tarantói hercegnőtől (1424–1465), 6 gyermek:
  - Alfonz (1448–1495), II. Alfonz néven nápolyi király (1494–1495), felesége Sforza Hippolita (1446–1484/88) milánói hercegnő, 3 gyerek a házasságából+2 házasságon kívüli, összesen 5 gyermek, többek között:
    - II. Ferdinánd (1467/69–1496) nápolyi király, felesége a nagynénje, Johanna (1477/78–1518) nápolyi királyi hercegnő, gyermekei nem születtek, lásd lent

  - Eleonóra (1450–1493), férje I. (Estei) Herkules (1431–1501) modenai herceg, 7 gyermek, többek között:
    - Estei Hippolit (1482–1520) esztergomi érsek, 2 természetes gyermek

  - Frigyes (1452–1504), IV. Frigyes néven nápolyi király (1496–1501), 1. felesége Anna (1455–1480) savoyai hercegnő, 1 leány, 2. felesége Balzo Izabella (1468–1533) andriai hercegnő , 5 gyermek, összesen 6 gyermek
  - János (1456–1485), Tarantó érseke, bíboros, az Esztergomi érsekség kormányzója, gyermekei nem születtek
  - Beatrix (1457–1508), 1. férje I. (Hunyadi) Mátyás (1443–1490) magyar király, 2. férje II. (Jagelló) Ulászló (1456–1516) magyar és cseh király, mindkét házassága gyermektelen maradt
  - Ferenc (1461–1486), Monte Sant Angelo hercege, nem nősült meg, gyermekei nem születtek
- 2. feleségétől, Trastamarai Johanna (1455–1517) aragón királyi hercegnőtől, II. (Hitetlen) János aragón és navarrai király lányától, 2 gyermek:
  - Johanna (1477/78–1518), férje II. Ferdinánd (1467/69–1496) nápolyi király, lásd fent, gyermekei nem születtek
  - Károly (1480–1486) nápolyi királyi herceg

Házasságon kívül született gyermekei:
- Diana Guardato úrnőtől, 3 gyermek:
  - Mária (1440/52–1460/61/72), férje Todeschini Piccolomini Antal (–1493), Amalfi hercege, II. Piusz pápa unokaöccse és III. Piusz pápa öccse, voltak utódai
  - Johanna (1455–1501), férje Leonardo della Rovere (1445–1475), Sora és Arce hercege, II. Gyula pápa öccse, gyermekei nem születtek
  - Ferdinánd, Cajazzo hercege, felesége Cardonai Castellana, Ramon de Cardona nápolyi alkirály húga, gyermekei nem születtek
- Eulalia Ravignano úrnőtől, 2 leány:
  - Mária Cecília (1473 (előtt)–1513 (előtt)), férje Gian Giordano Orsini (–1517), Bracciano ura, voltak utódai
  - Lukrécia (–1549), férje Onorato Gaetani dell’Aquila, Trajeto hercege (–1528), voltak utódai
- Giovanna Caracciolo úrnőtől, 5 (vagy 4) gyermek:
  - Henrik (–1478), Gerace őrgrófja, felesége Polixena de Centelles, 5 gyermek
  - Eleonóra (megh. fiatalon)
  - Cézár (–1501), Sant' Agata őrgrófja, felesége della Ratta Katalin casertai grófnő (–1511), gyermekei nem születtek
  - Ferdinánd (–1542), Montalto hercege, 1. felesége, Sanseverino Anna bisignanói hercegnő, gyermekei nem születtek, 2. felesége Cardonai Castellana, Aragóniai Ferdinánd cajazzói herceg özvegye, lásd fent, 3 gyermek
  - (vagy ismeretlen nevű és származású anyától): Alfonz (1460–1510), I. Sarolta ciprusi királynő örökbe fogadta, és megtette örökösének, kijelölt jegyese Lusignan Karola (1468–1480), II. (Fattyú) Jakab ciprusi király természetes lánya